# Karla Álvarez
Karla Mercedes Álvarez Báez (Ciudad de México, 15 de octubre de 1972-Ciudad de México, 15 de noviembre de 2013)fue una actriz mexicana.

## Biografía
Egresó como bailarina profesional de la Escuela Nacional de Danza Clásica y Contemporánea (ENDCC) del Centro Nacional de las Artes. También se graduó en el CEA de Televisa.
Inició su carrera como actriz en 1992, en la telenovela María Mercedes, al lado de Thalía. Su oportunidad de protagonizar llegó en Mi querida Isabel junto con Ernesto Laguardia. También participó en muchas telenovelas como Buscando el paraíso, Agujetas de color de rosa, Prisionera de amor, Acapulco, cuerpo y alma, La mentira, Cuento de Navidad, Alma rebelde, Mujeres engañadas, La intrusa, ¡Vivan los niños!, Inocente de ti, Heridas de amor, Las tontas no van al cielo, entre otras.
Estuvo casada con el también actor Alexis Ayala en 1996 y el director de escena Armando Zafra en 1999.
También trabajó en teatro, en obras como Engáñame si puedes en 1994, La Cenicienta y La casa de los líos en 2002. En cine, actuó en la película de 2007 La Santa Muerte.
En 2003, ingresó a la segunda edición de la versión vip del programa de telerrealidad Big Brother, donde permaneció por más de cincuenta días, siendo la novena expulsada.En 2009, se integró al elenco de Camaleones, producida por Rosy Ocampo, en el papel de Ágatha. En 2012, interpretó a Irasema en Qué bonito amor, producción de Salvador Mejía.

## Muerte
Falleció en su domicilio el 15 de noviembre de 2013. En 2017, se reveló que la causa de su fallecimiento fue una insuficiencia respiratoria aguda relacionada con neumonía viral y no por un paro cardiorrespiratorio causado por bulimia y anorexia, como se indicó al momento de su muerte.

## Filmografía

### Telenovelas
- Qué bonito amor (2012-2013) .... Irasema
- Camaleones (2009-2010) .... Ágatha Menéndez
- Un gancho al corazón (2008-2009) .... Regina
- Las tontas no van al cielo (2008) .... Paulina de López-Carmona
- Heridas de amor (2006) .... Florencia San Llorente de Aragón
- Inocente de ti (2004) .... Aurora
- ¡Vivan los niños! (2002-2003) .... Jacinta
- La intrusa (2001) .... Violeta Junquera Brito
- ¡Amigos X Siempre! (2000) .... Ella misma
- Cuento de Navidad (1999-2000) .... Míriam
- Mujeres engañadas (1999-2000) .... Sonia Arteaga
- Alma rebelde (1999) ···· Rita Álvarez
- La mentira (1998) .... Virginia Fernández-Negrete de Fernández-Negrete
- Mi querida Isabel (1996-1997) .... Isabel Rivas
- Acapulco, cuerpo y alma (1995-1996) .... Julia García
- Agujetas de color de rosa (1994-1995) .... Isabel
- Prisionera de amor (1994) .... Karina Monasterios
- Buscando el paraíso (1993-1994) .... Andrea
- María Mercedes (1992) .... Rosario Muñoz

### Televisión
- Como dice el dicho (2011) .... Susana (episodio: «Donde hubo fuego...»)[9]
- Incógnito (2007) .... Ella misma (último sketch de Jaime Duende)
- Día de perros (2004) .... Ella misma
- Big Brother VIP (2003) .... Novena eliminada
- Mujer, casos de la vida real (tres episodios, 1996-1997)

### Cine
- La Santa Muerte (2007) .... Rubí

### Teatro
- Engáñame si puedes (1994)
- La casa de los líos (2002)

## Premios y nominaciones

### Premios TVyNovelas
| Año  | Categoría               | Telenovela         | Resultado |
| ---- | ----------------------- | ------------------ | --------- |
| 2007 | Mejor actriz de reparto | Heridas de amor    | Nominada  |
| 1999 | Mejor villana           | La mentira         | Nominada  |
| 1998 | Mejor actriz joven      | Mi querida Isabel  | Nominada  |
| 1995 | Mejor actriz joven      | Prisionera de amor | Nominada  |